# León Galindo de Vera
León Galindo de Vera (Barcelona, 28 de setembre de 1820-Madrid, 12 d'abril de 1889) va ser un jurista, polític, acadèmic i escriptor espanyol, membre de la Reial Acadèmia Espanyola i diputat a Corts.

## Biografia
Nascut a Barcelona en 1820, va estudiar la carrera de Dret a la Universitat d'aquesta ciutat. Més tard va treballar en els jutjats de Granollers i Llucena i, posteriorment, va obtenir un càrrec per oposició en el Ministeri de Gracia i Justícia. Va ser amic d'Antoni Aparisi i Guijarro. Col·laborà a publicacions com El Pensamiento de Valencia, La Regeneración, El Museo Universal, El Fénix, Enciclopedia Española de Derecho y Administración, La Mujer Cristiana,  La Unión i La Ilustración Católica. Cecilio Alonso el va descriure com «un cronista anodí». Defensor de l'Església catòlica, després de la Revolució de Setembre fou membre de l'Associació de Catòlics presidida pel Marquès de Viluma i s'adherí al carlisme. Durante la tercera guerra carlina va ser desterrat de Madrid per tenir un fill en l'exèrcit carlí del Nord. Acabada la guerra es va dedicar fonamentalment a treballs jurídics i acadèmics. Fou membre de la Reial Acadèmia Espanyola —succeït per Benito Pérez Galdós en la cadira N— i diputat a Corts per Morella en 1863.
Va ser autor d'obres com Los progresos y vicisitudes del idioma castellano en nuetros códigos, desde que se romanceó el fuero juzgo hasta la sanción del Código penal que rige en España; Colección completa de leyes, reales decretos, reales órdenes, circulares y resoluciones referentes a la toma de razón de la propiedad inmueble y derechos reales en España desde 1839 hasta 1873, junt a Rafael de la Escosura y Escosura; Los comentarios a la ley hipotecaria, novament amb Escosura; El papa y Napoleón, fulletó escrit junt amb Antoni Aparisi i Guijarro; Los tres Orleans o Biografía de D. Antonio Aparisi y Guijarro, entre d'altres. Va morir a Madrid el 12 d'abril de 1889.